# Arthur de Techtermann
Philippe Auguste Arthur de Techtermann (* 19. Februar 1841 in Estavayer-le-Lac; † 22. November 1909 in Freiburg; heimatberechtigt in Freiburg und Ueberstorf) war ein Schweizer Politiker.

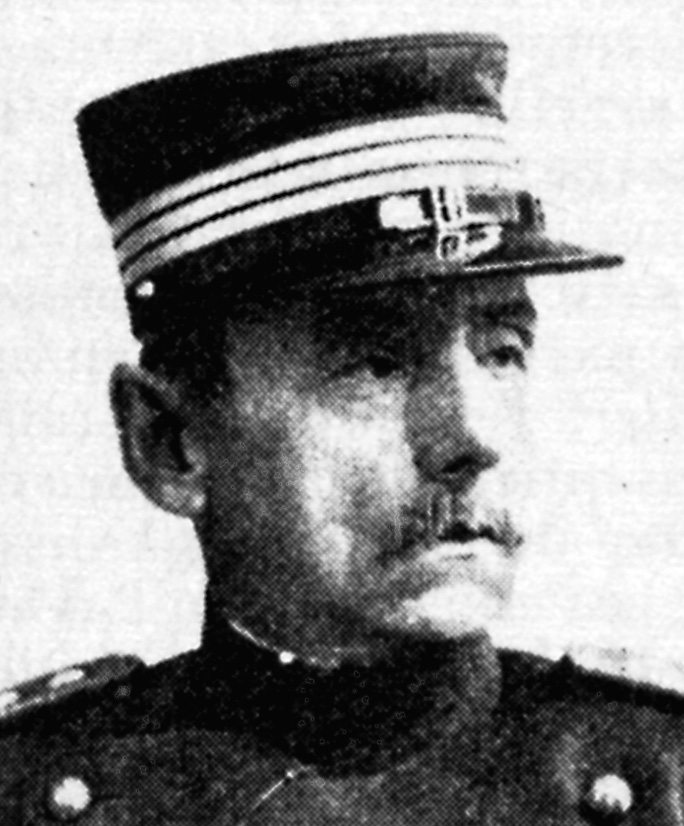
Arthur de Techtermann

## Leben
Arthur de Techtermann wurde als Sohn des Maurice de Techtermann geboren. Er heiratete Anne-Marie de Maillardoz, Tochter des Grossrats und Rentiers Romain de Maillardoz.
De Techtermann studierte Forstwirtschaft in Giessen und am Polytechnikum Zürich sowie Rechtswissenschaft in Freiburg. Seine militärische Karriere begann er im Jahr 1863 in der Artillerie. Er wurde im Jahr 1872 Hauptmann, im Jahr 1875 Major, im Jahr 1880 Oberst und im Jahr 1887 Oberstdivisionär. Als dienstältester Oberstkorpskommandant befehligte de Techtermann ab 1898 das 1. Armeekorps.
Von 1873 bis 1881 sass er im Freiburger Staatsrat, war von 1875 bis 1881 Nationalrat und von 1878 bis 1896 Grossrat für den Sensebezirk. In der Regierung leitete de Techtermann das Militärdepartement, das die 1874 neu eingeführte eidgenössische Militärorganisation umsetzen musste. Er war ein entschiedener Konservativer, bewahrte aber eine gewisse Unabhängigkeit gegenüber dem ultramontanen Flügel um die Zeitung La Liberté und zog sich, als er 1881 erst im fünften Wahlgang als Staatsrat wiedergewählt wurde, empört zurück.
De Techtermann war ausserdem Vizepräsident des nationalen Verteidigungskomitees und Mitglied der Freiburger Offiziersgesellschaft.